# Serinda Swan
Serinda Swan (* 11. července 1984, West Vancouver, Britská Kolumbie, Kanada) je kanadská herečka. Během let 2011–2012 hrála roli Ericy Reed v seriálu Breakout Kings. Poté si zahrála agentku Paige Arkin v seriálu Graceland. V roce 2017 získala jednu z hlavních rolí v seriálu Inhumans. Od roku 2019 hraje hlavní roli v seriálu Coroner.

## Životopis a kariéra
Swan se narodila ve West Vancouver v Britské Kolumbii v Kanadě. Její otec Scott Swan je kanadským divadelním režisérem a hercem, který na severním pobřeží vlastní herecké studio. Její matka je herečka, často jí brávala na natáčení, když byla malá. Její první role přišla v jejích tří letech s filmem Cousins (1989) s Tedem Dansonem a Isabellou Rosselliniovou. Poté si zahrála v reklamách na Milky Way, Mucuh Music, Macy's a další.
V dubnu 2008 si zahrála v hudebním videoklipu skupiny So Happy k písničce „Theory of a Deadman“. Objevila se ve dvou dílech seriálu Smallville v roli Zatanny Zatary. V šesté řadě seriálu Lovci duchů měla roli bohyně Veritas. V roce 2009 si zahrála ve filmu The Break-Up Artist. Během let 2011 až 2012 hrála roli Ericy Reed v seriálu Breakout Kings. V seriálu Chicago Fire si zahrála ve čtyřech dílech. Ve roce 2017 bylo oznámeno, že si zahraje v seriálu Inhumans, který bude od září 2017 vysílat stanice ABC.

## Filmografie

### Film
| Rok  | Název                        | Role           | Poznámky            |
| ---- | ---------------------------- | -------------- | ------------------- |
| 2005 | Neal 'n' Nikki               | Amanda         |                     |
| 2009 | The Break-Up Artist          | Ashley         |                     |
| 2010 | Percy Jackson: Zloděj blesku | Aphrodite      |                     |
| 2010 | Tron: Legacy 3D              | Siréna         |                     |
| 2011 | Odplata                      | Darcy          |                     |
| 2011 | Creature                     | Emily          |                     |
| 2012 | Wake                         | Alex           | krátkometrážní film |
| 2012 | Grázlové z vidlákova         | Jez            |                     |
| 2014 | Jinn                         | Jasmine Walker |                     |
| 2014 | Sister                       | Melissa        |                     |
| 2017 | The Veil                     | Zera           |                     |
| 2017 | Sentient                     | Heather        | krátkometrážní film |
| 2017 | Crowbar Smile                | Julia          |                     |

### Televize
| Rok        | Název             | Role                   | Poznámky                                  |
| ---------- | ----------------- | ---------------------- | ----------------------------------------- |
| 2007       | Exes and Ohs      | Lucianne               | díl: „What Goes Around“                   |
| 2007       | Krevní pouta      | Mladá žena             | díl: „Heart of Ice“                       |
| 2008       | Loch Ness Terror  | Caroleena              | televizní film                            |
| 2008       | Agentura Jasno    | Eileen Mazwell         | díl: „Třídní setkání po 13 letech“        |
| 2009       | Beznadějný útek   | Melissa                | televizní film                            |
| 2009       | Ďáblův sluha      | Sexy dívka             | díl: „Business Casualty“                  |
| 2009       | Hostile Makeover  | Amanda Manville        | televizní film                            |
| 2009       | Nedůvěra          | Tiffany                | televizní film                            |
| 2009–2010  | Smallville        | Zatanna Zatara         | 3 díly                                    |
| 2010       | Lovci duchů       | Veritas / Ashley Frank | díl: „I pravda zabíjí“                    |
| 2011       | Hawaii 5-0        | Alana                  | díl: „Ztracená dcera“                     |
| 2011–2012  | Lovci lebek       | Erica Reed             | hlavní role, 22 dílů                      |
| 2013       | Republic of Doyle | Patti Middlebrooks     | díl: „Missing“                            |
| 2013–2015  | Graceland         | Paige Arkin            | hlavní role, 37 dílů                      |
| 2014       | Lidé zítřka       | Cassandra Smythe       | 2 díly                                    |
| 2014       | Chicago Fire      | Brittany Baker         | vedlejší role, 4 role                     |
| 2015–2017  | Hráči             | Chloe                  | 10 dílů                                   |
| 2017       | Inhumans          | Medusa                 | hlavní role, 8 dílů                       |
| 2017       | Zlá krev          | Anna Bancroft          | díl: „A Oscara získává...“                |
| 2018       | Robot Chicken     | Leslie (hlas)          | díl: „He's Not Even Aiming at the Toilet“ |
| 2019–dosud | Coroner           | Jenny Cooper           | hlavní role                               |
| 2020       | The Twilight Zone | Ellen Lowell           | díl: „Downtime“                           |